# Frondella Central
La Frondella Central o pic de la Frondella Central és un cim de 3.055 m d'altitud, amb una prominència de 30 m, que es troba a la cresta SW del pic de la Frondella, al massís de Balaitús, a la província d'Osca (Aragó).